# The Calm Before the Storm
The Calm Before the Storm è l'album di debutto del rapper Tech N9ne.

## Tracce
1. Planet Rock 2K (Down South Remix)
2. Cloudy-Eyed Stroll (Remix)
3. Flipside (Rough Version)
4. Mizzizy Gets Bizzy (ft. Don Juan)
5. On Our Way To L.A. (ft. Don Juan)
6. Spend The Night (ft. Paul Law and Rock Money)
7. Clueless (ft. Larone Burnette and Solé)
8. Questions (Rough Draft)
9. Now It's On (ft. Lejo)
10. Bitch Sickness (ft. Phats Bossilini and Rame Royal)
11. Soldiers At War (ft. Big Scoob, Don Juan, L. V. and Short Nitty)
12. Cotton Soldier
13. Relish
14. Mitchell Bade (Interlude)
15. Mitchell Bade (ft. Bakarii)

## Campionamenti
Now It's On
- "Moments in Love" degli Art Of Noise

## Crediti
- Copertina da [Artwork + Design] - Brian Dennis / Madwrosk Graphics & Design
- Produttore Esecutivo - Boss Hoss, Don Juan
- Altro [A&R, Coordinatore Progetto] - Don Juan
- Altro [Management] - Don Juan & Raychelle Banks / Mizery Entertainment
- Distribuito da: Mizery Records
- Registrato a:

Don Juan - *MidWestSide Studios, K.C., MO.
QD3 - *QDIII Soundlab, L.A., CA.
Kev - *BBC Studios, K.C., MO.
DJ Style - *Lock And Load, Lawrences, KS